# Murad I
Murad I, detto Hüdavendigâr, lett. il guerriero di Dio, in questo contesto sovrano (turco ottomano: مراد اول; turco: I.Murad-ı Hüdavendigâr; Bursa, 29 giugno 1326 – Piana dei Merli, 28 giugno 1389), è stato il sultano dell'Impero ottomano, dal 1362 fino alla sua morte.
Espanse l'Impero conquistando Adrianopoli, che nel 1363 divenne la nuova capitale sotto il nome di Edirne, e la maggior parte dei Balcani. In questo modo, l'Impero ottomano si estese per la prima volta su due continenti, l'Anatolia asiatica e la Rumelia europea.
In riconoscimento delle sue conquiste, i principi di Serbia e Bulgaria, nonché l'imperatore bizantino Giovanni V Paleologo, dovettero diventare suoi tributari.

## Nome
Il nome Murad non è granché attestato nella storia ottomana precedente la sua nascita e si ritiene provenga da ambienti religiosi.
Nelle fonti greche viene chiamato Am(o)urat/Am(o)urad (greco: Αμουράτης), mentre in quelle latine Morat/Morad o Moratibei.

## Biografia

### Origini e primi anni
Murad nacque a Bursa il 29 giugno 1326, figlio del sultano ottomano Orhan I e della concubina greca Nilüfer Hatun. Trascorse la sua infanzia principalmente a Iznik con la madre, dove si erano trasferiti, per ordine di Orhan, nel 1331.
Nel 1337, Murad venne nominato governatore di Bursa sotto la guida del suo precettore, Lala Şahin Pasha.
Per gran parte della vita, Murad non sembrava destinato al trono: Orhan aveva infatti almeno altri tre figli adulti, dei quali il maggiore, Süleyman, era il suo favorito e il suo erede. Tuttavia, Süleyman morì cadendo da cavallo nel 1357, e da quel momento Orhan predilisse Murad come nuovo erede, affidandogli gran parte del potere quando, nei mesi seguenti, decise di ritirarsi a Bursa.
Nel 1358 Murad fu così mandato in Rumelia per prendere il posto del fratellastro nelle campagne militari. Nel 1360, Murad iniziò a preparare la conquista di Adrianopoli: prese così Didymoteicho, Corlu, Gümülcine e Babaeski, in modo da tagliarle le vie di rifornimento.
Orhan morì nel marzo 1362 e, appena ricevuta la notizia per mano di Kara Khalil Hayreddin Pasha, Qadi di Bursa e capostipite dei Çandarlı, Murad si proclamò nuovo sovrano. Nominato Lala Şahin Bey di Rumelia, lo lasciò a continuare l'assedio ad Adrianopoli, mentre Murad tornava a Bursa, controllata da Haydeddin, per reclamare il trono. Sostenuto dall'esercito, il suo primo atto fu giustiziare, per strangolamento, i suoi due fratellastri ancora in vita, Ibrahim, il secondogenito, nato nel 1310 da Asporça Hatun, e Halil, il minore dei figli di Orhan, nato nel 1246 dalla principessa Teodora Cantacuzena, e i loro figli. Questa fu la prima volta che un sultano applicò la pratica del fratricidio reale, che sarebbe poi divenuta consuetudine sotto Mehmed II, che emanò la famigerata "Legge del Fraticidio", che consentiva al sultano di giustiziare, a sua discrezione, qualunque parente maschio.

### Regno

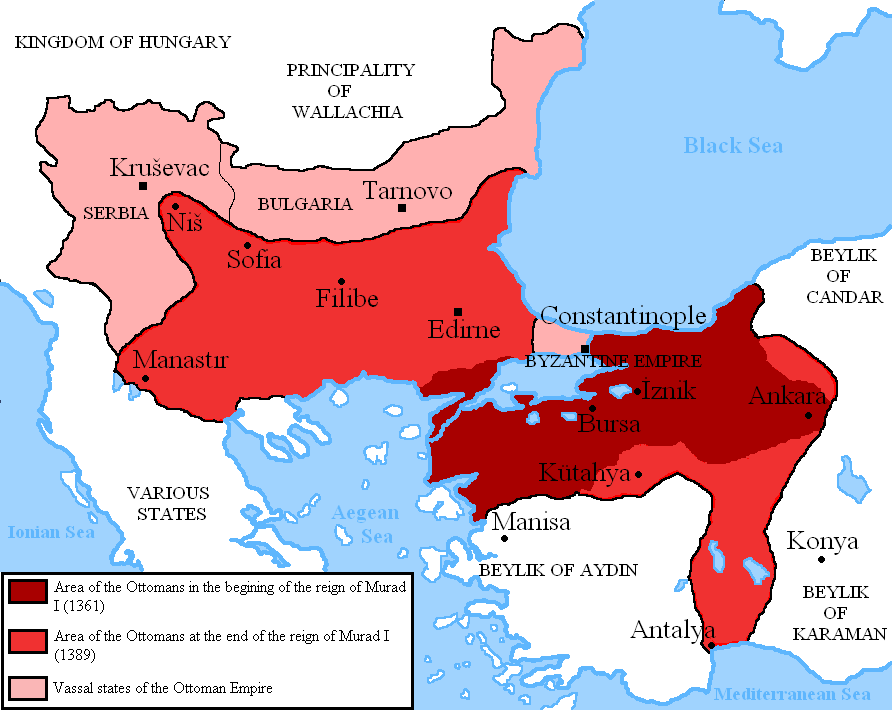
Mappa che mostra le conquiste di Murad I

Come nuovo sultano, uno dei primi atti di Murad fu portare a termine la presa di Adrianopoli, che nel 1363 venne proclamata nuova capitale col nome di Edirne.
Successivamente, si occupò di affrontare le rivolte scoppiate in Anatolia dopo la morte di Orhan, in particolare quelle di Karaman ed Eretna.
La rivolta fomentò già nel 1361, quando il Bey di Karaman, Alaeddin, si alleò con Mehmed di Eretna e Bakhtiyar Bey di Ankara per muovere contro gli ottomani. Nell'inverno 1362, dopo la morte di Orhan, approfittarono dell'assenza di Murad, ancora a Bursa, per armare un imponente esercito, che si scontrò con quello ottomano a Eskişehir nella tarda primavera 1363, venendo sconfitto. Contemporaneamente, anche Ankara cadde. Mehmed di Eretna venne catturato e ucciso a Kayseri nel 1366. Alaeddin dovette ritirarsi, anche se riuscì a sfruttare la confusione per prendere Nigde, Aksaray e Kayseri. In seguito, nuovi tentativi di ribellione furono bloccati sul nascere a causa dell'ostilità fra Alaeddin e il nuovo bey di Eretna, Burhaneddin.

### Conquista dei Balcani
In termini di espansione, il successo principale di Murad I fu la conquista dei Balcani, anche se molti studiosi ritengono che solo alcune furono campagne pianificate, mentre altre furono azioni indipendenti da parte dei governatori ottomani locali. Il momento era particolarmente favorevole: gli stati balcanici erano in conflitto fra loro e con Costantinopoli, Venezia e Genova si contendevano le rotte per l'Oriente e il papa premeva per il ritorno degli ortodossi al cattolicesimo.
Subito dopo la fine dei conflitti in Anatolia, Murad tornò a Bursa e divise il suo esercito. Alla guida del primo, si diresse verso la Tracia occidentale, mentre il secondo, guidato da Lala Şahin ed Evrenos Bey, si diressero verso i Balcani. Sfruttando Bursa come base strategica, Murad accerchiò Costantinopoli da due lati, e l'imperatore Giovanni V Paleologo fu costretto a firmare un umiliante trattato che lo obbligava a rinunciare a tutti i territori già occupati, a non fornire alcun sostegno ai balcanici serbi e bulgari contro gli ottomani e a pagare un consistente tributo. Disperato, Giovanni V chiese ausilio a suo zio, Amedeo VI di Savoia, promettendo il ritorno dell'Impero bizantino al cattolicesimo, azione che fu per lui politicamente devastante.
Nel 1366, una crociata indetta da Urbano V e guidata da Pierre Lusignan e Amedeo VI riuscì a riconquistare Gallipoli, intralciando l'espansione ottomana in Europa. Dopodiché, Amedeo andò in aiuto della Bulgaria.
Dopo il ritiro dei crociati, Murad conquistò Sozopol, spingendo serbi, bosniaci e ungheresi ad allearsi contro di lui, ma la coalizione fu sconfitta nel 1371 nella battaglia di Marizza dall'esercito ottomano guidato da Haci Ilbeki: I principi Uglješa e Vukašin Mrnjavčević furono uccisi e i loro figli dovettero accettare di diventare vassallo ottomani. Nel 1378, Murad pretese inoltre in moglie la principessa Kera Tamara, figlia dello zar Ivan di Bulgaria, che aveva già chiesto in sposa nel 1371, ottenendo un rifiuto.

### Ribellione di Savci Bey

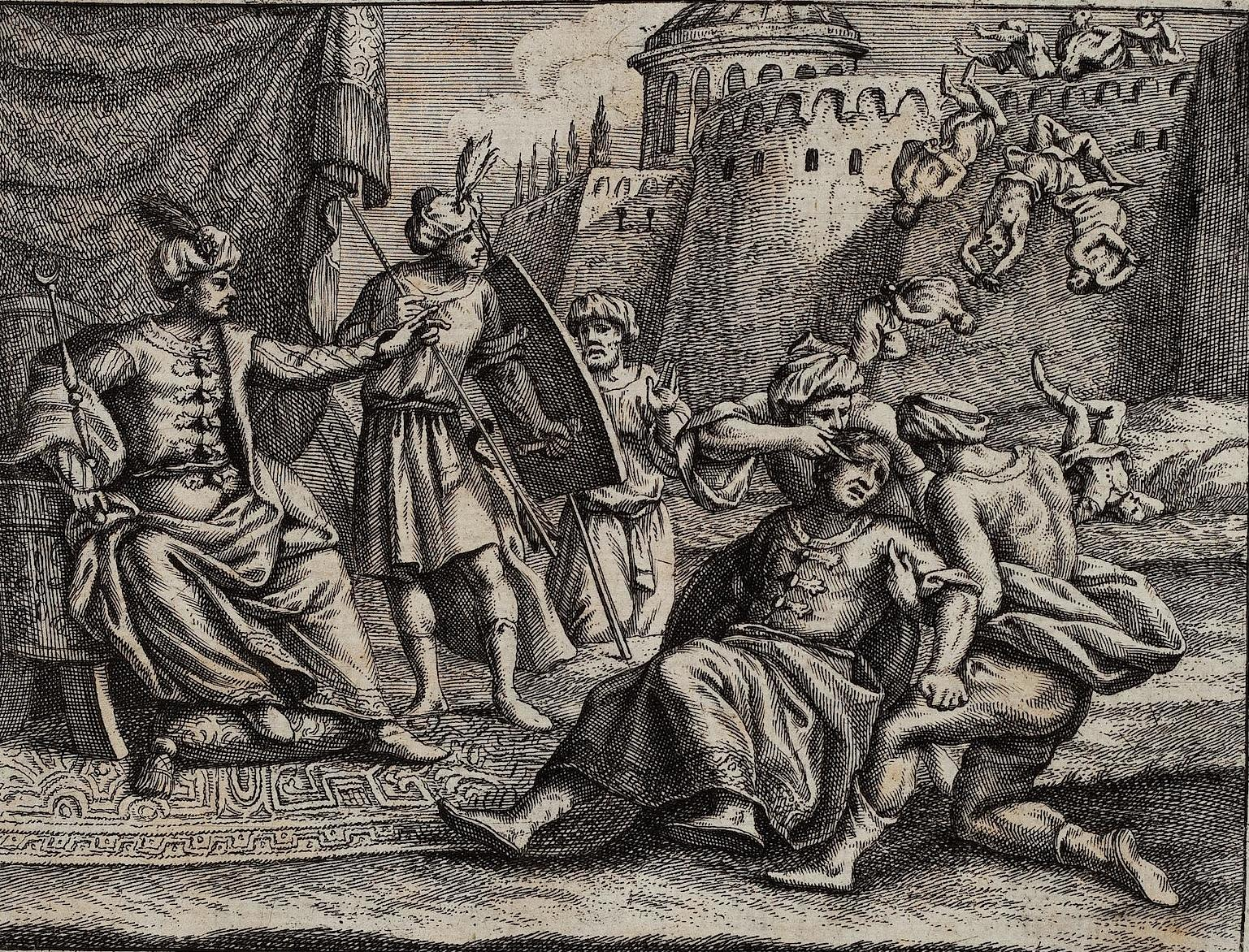
Murad ordina di accecare suo figlio ribelle, Savci Bey

La vittoria di Marizza aprì agli ottomani la strada verso il resto della Tracia e la Macedonia: entro il 1375, Evrenos Bey e Kara Halil Pasha conquistarono Drama, Kavala e Serres, mentre Lala Şahin inflisse una seconda sconfitta ai bulgari nella battaglia di Samakov.
Seguì quindi un periodo di relativa calma, che Murad sfruttò per consolidare e sviluppare il suo impero dall'interno, mentre gli stati di frontiera, governati dai Mrnjavčević, dai Dejanović e dallo zar Ivan Šišman erano tutti suoi vassalli.
Nel 1373, uno dei figli di Murad, Savci Bey, gli ribellò contro di lui, alleandosi col principe bizantino Andronico IV, anche lui in rivolta contro il padre, Giovanni V. Fu il primo caso di guerra civile nell'Impero ottomano, e costituì un forte precedente nell'istituzione della pratica del fratricidio reale. Murad si mosse immediatamente e il 25 maggio 1373 affrontò i ribelli in battaglia, sconfiggendoli. Savci fu catturato alcuni mesi dopo a Didymoteicho, e accecato per mano di suo padre, che alla fine, nel 1374, ne ordinò l'esecuzione. Quanto ad Andronico IV, venne accecato da un solo occhio, una punizione che Murad giudicò troppo leggera. In seguito, Murad sostenne alternativamente Giovanni V e Andronico IV nelle vicende che gli videro contrapposti sia l'uno all'altro che con Venezia e Genova. Murad ricavò il massimo dalla situazione, non solo ottenendo la restituzione di Gallipoli nel 1377, ma anche l'uso dell'esercito bizantino, guidato da Manuele, figlio di Giovanni V, per conquistare Filadelfia, ultima enclave bizantina in Anatolia, nel 1379.
In seguito, nel 1382, Manuele, da Salonicco, rifiutò di accettare la sovranità ottomana. L'anno seguente Kara Halil Pasha mise sotto assedio la città, che cadde nel 1386. Come garanzia, Murad prese in moglie una delle sorelle di Manuele, Maria, mentre altre due sposarono i suoi figli Bayezid e Yakub.

### Rapporti con Karaman
Con l'Impero bizantino in costante decadenza, l'Impero ottomano era ormai la potenza principale dell'area, al punto che i beylik locali iniziarono a pianificare una rete di alleanze per proteggersene.
Alla fine del 1377, Süleyman di Germiyan offrì sua figlia, Devletşah Hatun, come sposa per il figlio di Murad, Bayezid, e come dote gran parte dei territori del suo principato. Le nozze furono celebrate nell'estate 1378, con una cerimonia a cui parteciparono tutti i bey dell'Anatolia (Candar, Karaman, Hamididi, Menteşe, Teke, Saruhan, Aydin), l'ambasciatore del sultano mamelucco e i vassalli balcanici, fra cui il figlio di Vuk Branković. Alla cerimonia, Murad prese accordi per dare in sposa sua figlia Nefise Hatun al suo vecchio nemico, Alaeddin di Karaman, nozze celebrate nel giro di pochi mesi.
Spaventato da questa doppia alleanza, il Bey di Hamididi vendette il suo principato agli ottomani, con grande frustrazione di Alaeddin, che aveva fatto lui stesso un'offerta. Fra il 1385 e il 1386, approfittando del fatto che Murad era nei Balcani, conquistò Kara Agak, Yalvaj e Beysehir, ma la risposta del suocero fu fulminea e nel giro di pochi mesi assediò Konya, capitale di Karaman. Alaeddin si arrese, ma Murad rifiutò la pace, definendolo un codardo e un traditore per averlo attaccato alle spalle mentre combatteva gli infedeli. Alla fine del 1386, Murad sconfisse nuovamente Alaeddin vicino ad Ankara. Dodici giorni dopo, Alaeddin mandò sua moglie e i loro tre figli a perorare la sua causa davanti a Murad. A quel punto, Murad accettò la pace e di risparmiargli la vita, a patto che cedette Beysehir e facesse atto di sottomissione, baciandogli le mani e l'orlo della veste. La città aprì a Murad la strada verso i monti Tauri e la conquista di Tekkeogulları, territori che controllavano le lucrose rotte fra Bursa e Antalya.
Secondo le cronache, dell'esercito che assediò Konya facevano parte anche numerose truppe serbe, arruolate nella speranza di un ricco bottino. Tuttavia, in onore di sua figlia e poiché si trattava di una città mussulmana, alla resa della città Murad vietò ogni saccheggio o danno alla popolazione. I serbi disubbidirono e Murad gli fece giustiziare tutti, una punizione che esacerbò il sentimento anti-ottomano nei Balcani, sentimento che avrebbe alimentato una lunga serie di rivolte nel corso dei secoli.
Nello stesso periodo, Murad allargò la sua rete di alleanze matrimoniali prendendo come consorti diverse figlie dei sovrani dei vari beylik, mentre altre le diede in sposa ai propri figli.

### Morte

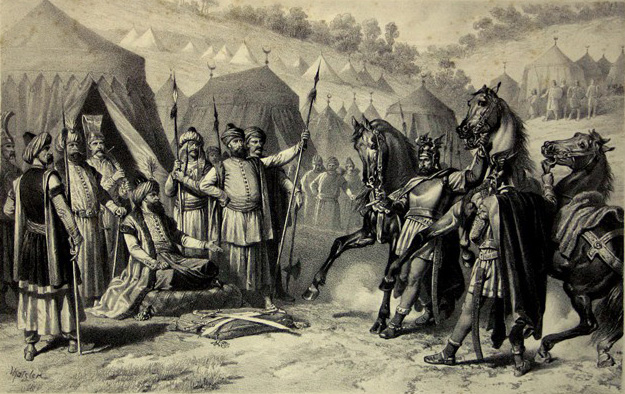
Miloš Obilić al cospetto di Murad I

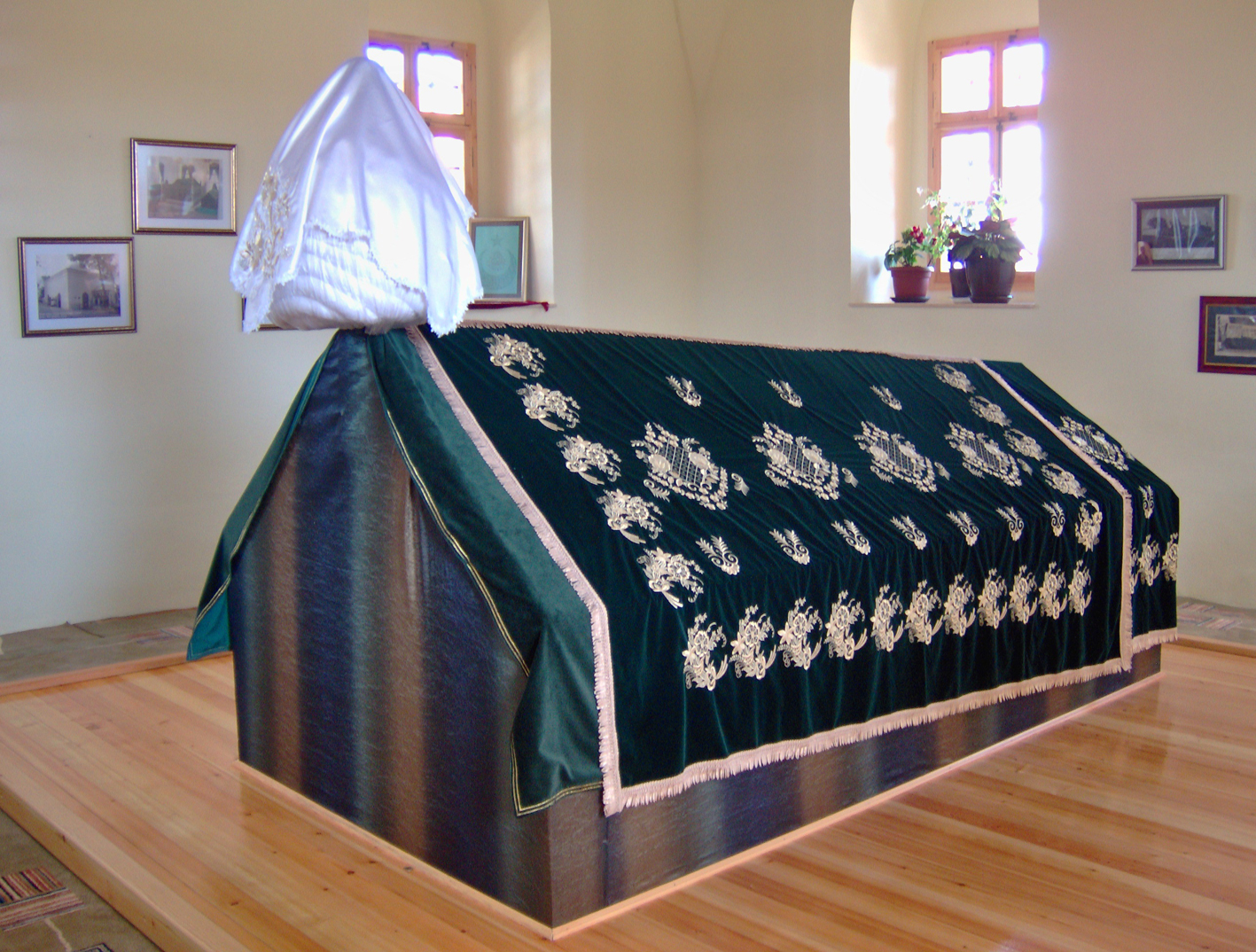
Sarcofago di Murad I a Bursa

Murad I morì il 28 giugno 1389, durante o dopo la battaglia della Piana dei Merli, in cui affrontò la coalizione serbo-bulgara guidata dal principe Lazar, anche lui morto quel giorno.
Le versioni sulla sua morte divergono notevolmente fra quelle balcaniche, che lo vedono morto a seguito di un'azione eroica, seppur suicida, di un soldato serbo; e quelle ottomane, che descrivono come il sultano fu ucciso a tradimento mentre girava fra i cadaveri a seguito della battaglia. Nelle fonti coeve, non viene dato nessun nome all'uccisore di Murad, ma nel giro di cinquant'anni intorno a questo anonima figura si creò la leggenda di Miloš Obilić, che divenne l'eroe nazionale serbo.
Essendo morto fuori dal suo regno, fu necessario imbalsamare il cadavere per poterlo trasportare. Gli organi furono estratti e sepolti in un campo vicino, e sul luogo fu eretto un mausoleo, il Meshed-i Hudavendigar, ancora oggi visibile, nell'attuale Kosovo. Il corpo fu invece trasportato a Bursa e lì sepolto in un complesso a suo nome, il Muradiye.

### Successione
Al momento della sua morte, Murad aveva con sé i due figli ancora vivi, Bayezid e Yakub, che comandavano, rispettivamente, l'ala destra e sinistra dell'esercito. Fra i due, il primo a ricevere la notizia fu Bayezid, che era rimasto a scorta dell'accampamento mentre Yakub inseguiva la retroguardia serba in fuga. Quanto tornò, Bayezid convocò Yakub nella sua tenda e, così come aveva fatto un tempo Murad coi suoi fratellastri, lo fece strangolare, rimanendo così l'unico pretendente al trono. Subito dopo, convocò l'esercito e si proclamò Sultano con il nome di Bayezid I.
L'anno seguente, sposò la principessa Maria Olivera Despina, figlia di Lazar, in cambio del riconoscimento di Stefan come nuovo despota di Serbia.

## Titolo
Sebbene ci siano prove che indicano che anche Orhan uso il titolo di sultano, seppur in maniera irregolare, si ritiene che Murad fu il primo sovrano ottomano a reclamarlo e ad usarlo con continuità, insieme a quelli di Padişah e Hünkar.
Altri titoli che gli vengono attributi includono Bey, Ghazi, Han ed Emiro nelle fonti orientali, mentre fonti bulgare e serbe lo chiamano Zar.
Era soprannominato Hüdavendigâr, tradotto letteralmente come "guerriero di Dio", ma nel contesto più propriamente come "sovrano".

## Riforme governative

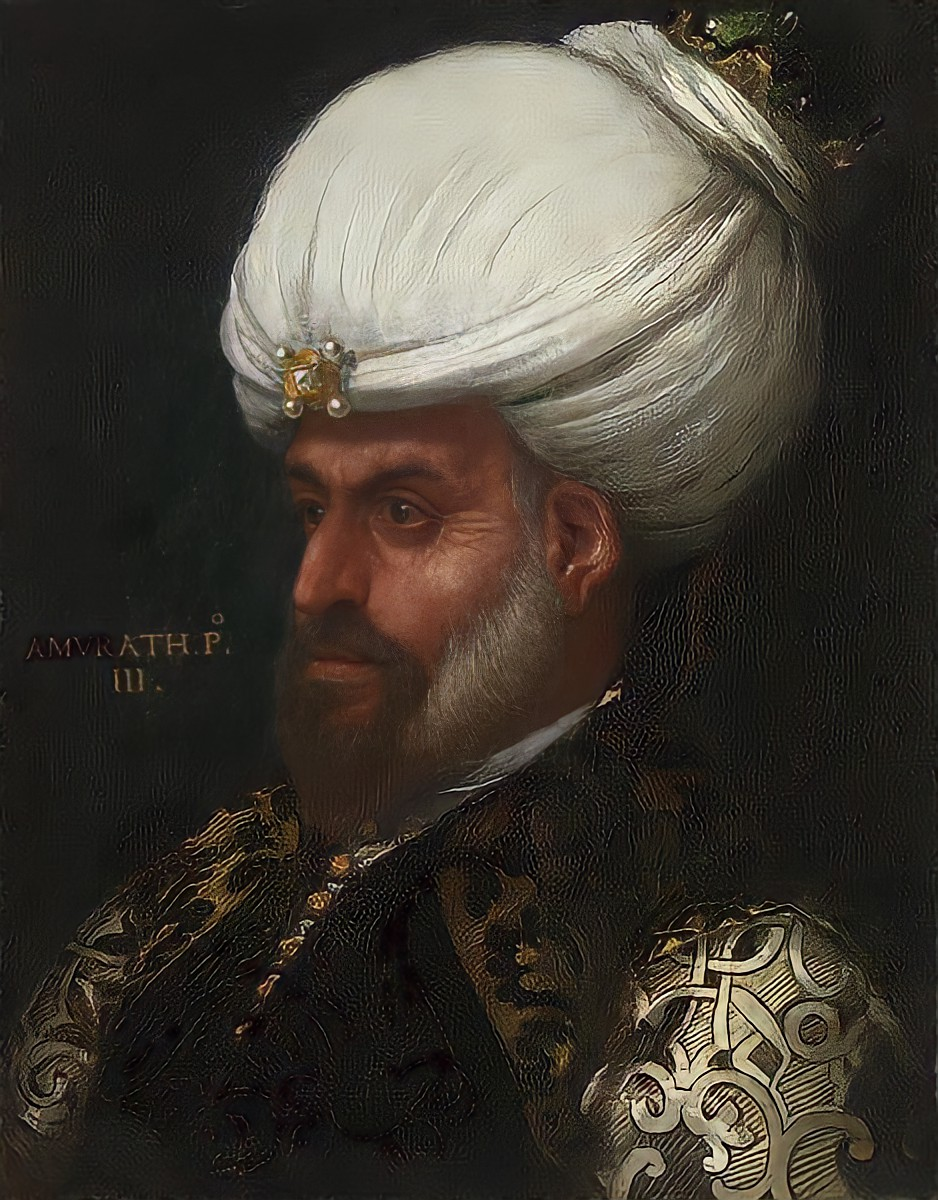
Ritratto di Murad I, Paolo Veronese

Sotto Murad, vennero definitivamente superate le istituzioni modellate su quelle del defunto impero selgiuchide a favore di nuove e più moderne, adatte ai bisogni ottomani e ispirate in parte da quelle bizantine e mamelucche.
Venne emanata una legge che imponeva che la quinta parte del bottino di ogni guerra combattuta dagli ottomani venisse inviata al Tesoro: questo, unito ai nuovi tributi versati dagli stati vassalli, incrementò le risorse finanziarie e permise lo sviluppo edilizio delle provincie ottomane. Per regolamentare e controllare le entrate e le uscite, venne creato il Defterdar, ovvero il Segretario delle Entrate.
Venne formalizzata la posizione di Gran Visir, affidata a Kara Halil Pasha, che fu anche il primo Kazasker. Venne inoltre aumentato il numero dei visir e dei membri del Divan.
Venne infine perfezionato, nonché stabilizzato, il sistema devşirme che componeva il corpo dei giannizzeri, implementato per la prima volta da Orhan I e Alaeddin Pasha, che da guardia del sultano divenne l'elité dell'esercito.

## Architettura
Sotto Murad I, si ebbe un notevole sviluppo dell'architettura ottomana, con la costruzione, o la conversione di chiese, di moschee, madrase, palazzi governativi e imaret.
Le costruzioni più notevoli legate al nome di Murad sono il Nilüfer Hatun Imaret, costruito nel 1388 in memoria di sua madre, il nuovo Palazzo reale a Edirne e le fortificazioni a quattordici torri del palazzo di Bursa.

## Famiglia

### Consorti
Murad I aveva almeno sette consorti:
- Gulçiçek Hatun. Concubina schiava, madre di Bayezid I.
- Paşa Melek Hatun. Figlia di Kızıl Murâd Bey.
- Fülane Hatun. Figlia di Ahî Seyyid Sultân, sposò Murad nel 1366.
- Fülane Hatun. Figlia di Costantino di Kostendil, sposò Murad nel 1372.
- Kera Tamara Hatun. Principessa bulgara, figlia dello zar Ivan Alessandro di Bulgaria. Rinomata per la sua bellezza, fu obbligata a sposare Murad quando questi conquistò la Bulgaria nel 1378.
- Fülane Hatun. Figlia di Cândâroğlu Süleyman II Paşah, sposò Murad nel 1383. Sua madre era Sultan Hatun, figlia del fratellastro maggiore di Murad, Süleyman Pasha.
- Maria Hatun. Nata Maria Paleologa, era figlia dell'imperatore bizantino Giovanni V e di sua moglie Elena Cantacuzena. Sposò Murad nel 1386. Diverse sue sorelle sposarono principi ottomani: Irene sposò un figlio del sultano Orhan, Halil, mentre altre due sposarono i figli di Murad, Bayezid I e Yakub. Infine, due nipoti, figlie rispettivamente di Teodoro e Zampia, sposarono Süleyman e Mustafa, figlio e nipote di Bayezid.

### Figli
Murad I aveva almeno cinque figli:
- Savci Bey (morto nel 1374). Fatto giustiziare da suo padre dopo che si ribellò contro di lui. Aveva un figlio, Davud Murad Bey, che alla morte del padre venne fatto fuggire in Ungheria.
- Bayezid I (1360 - 1403) - con Gulçiçek Hatun. Sultano ottomano.
- Yakub Çelebi (c. 1362 - 28 giugno 1389). Strangolato per ordine di Bayezid I.
- Ibrahim Bey (c. 1365 - c. 1385). Sepolto nel mausoleo di Osman I.
- Yahşi Bey (? - prima del 1389) - con Gülçiçek Hatun.

### Figlie
Murad I aveva almeno cinque figlie:
- Nefise Melek Sultan Hatun (c. 1363 - dopo il 1403). Venne data in sposa a Karamânoğlu Alâeddîn Alî Bey nel tentativo fallito di fermare la guerra fra lui e Murad I. Ebbe almeno tre figli: Mehmed II Bey (1379-1423), Alaeddin Ali II Bey (1381-1424) e Oğuz Bey. Rimasta vedova nel 1397, tornò a vivere a Bursa, ma alla morte di Bayezid I tornò a Karaman, dove suo figlio maggiore era salito al trono.
- Özer Hatun. Si sposò ed ebbe discendenza. Nel 1426, suo nipote Mehmed Bey ricopriva un posto alla corte di Murad II.
- Erhundi Hatun. Nel 1389 era sposata con Saruhânoğlu Hızır Bey.
- Mihriali Devlet Sultan Hatun. Sposò Karamânoglu Turgut Bey, da cui ebbe un figlio, Mahmud Bey.
- Nilüfer Hatun. Costruì una moschea a Bursa.

## Aspetto fisico e personalità

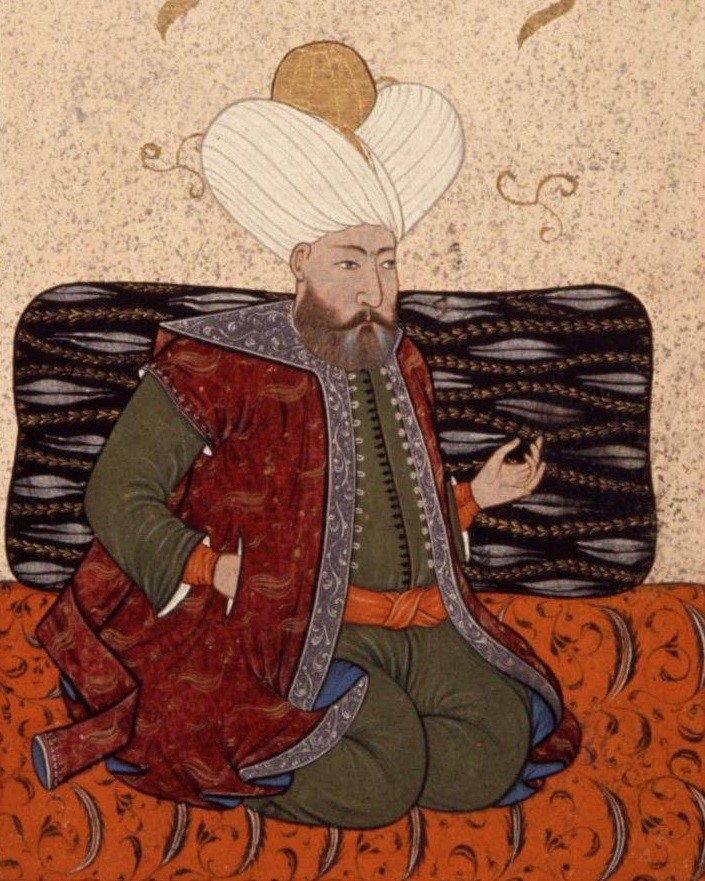
Miniatura ottomana, XVI secolo

Venne descritto come di corporatura media, con il collo lungo e il viso rotondo. Aveva denti ben distanziati, naso dritto e occhi "acuti".
Era noto per la sua eloquenza ed era solito tenere appassionati discorsi alle truppe prima delle battaglie. Era anche conosciuto come un potente guerriero e un entusiasta cacciatore, che possedeva "migliaia di segugi con collari d'oro e d'argento".
Dopo la sua morte fu ricordato come devoto, ma sembra che in realtà non fosse granché religioso, dal momento che un qadi di Bursa non accettò la sua testimonianza in un caso privato perché "non rispettava i precetti di preghiera dell'Islam".

## Eredità
Murad I è ricordato come il sultano che trasformò definitivamente il Beylik ottomano in un Impero e nella principale potenza anatolica.
È ricordato principalmente come un guerriero: nel corso di oltre 40 battaglie, tutte vinte, quintuplicò l'estensione del suo Impero e istituì la nuova provincia di Rumelia, oltre a rendere suoi vassalli gli imperi serbi, bulgari e bizantini.